# WCF-föreningarna i Norden
WCF-föreningarna i Norden var tidigare en gemensam benämning för de nordiska kattföreningar som är medlemmar av World Cat Federation. Den äldsta föreningen, Sveriges Nya Raskattförening (SNRF), bildades 1965. 
Organisationen World Cat Federation (WCF) bildades ursprungligen i Tyskland år 1987. År 2010 anslöt sig föreningar från den tidigare Nordiska IDP (Independent) till WCF. 
Kattutställningar arrangeras i enlighet med WCFs utställningsregler. Föreningarna har egna grundregler för stambokföringen. Varje förening har också sina egna föreningsregler.
Stamnamnen för uppfödare i föreningarna registreras i en databas som är gemensam för hela WCF.
En förening som har minst 100 medlemmar är huvudmedlem i WCF. Föreningar med färre medlemmar är så kallade patronageföreningar, det vill säga lyder under en sorts mentorskap under en huvudförening till dess man får möjlighet att ansöka om att bli huvudförening. Alla föreningar kan ha egen stambokföring och stamnamnshantering.
Stamtavlorna vid försäljning av katt kan konverteras om ägaren är ansluten till annat förbund.
WCF-utställningarna är öppna för medlemmarna i alla kattförbund, det vill säga "open doors" gäller. 

## De WCF-anslutna nordiska föreningarna är följande
- Sveriges Nya Raskattförening (SNRF), fullvärdig medlem i WCF
- Stjärnkattens Raskattförening (STJR), så kallad trainee club tillhörande SNRF
- Kustkatten (KKN), patronageförening under Deutsche Edelkatze